# Glicina deshidrogenasa (descarboxilante)
La enzima Glicina deshidrogenasa (descarboxilante) (GLDC) (EC 1.4.4.2) cataliza la reacción de descarboxilación de la glicina utilizando como segundo sustrato H-proteína-lipoil-lisina. Como productos se obtiene dióxido de carbono y H-proteína-S-aminometildihydrolipoil-lisina. Esta enzima utiliza piridoxal-5'-fosfato como cofactor.
Glicina + H-proteína-lipoil-lisina + {\displaystyle \rightleftharpoons } H-proteína-S-aminometildihydrolipoil-lisina + CO2
La GLDC forma parte del sistema de segmentación de la glicina en donde se llama Proteína P. Las otras enzimas/proteínas constituyentes de este complejo son:
- Proteína L. Dihidrolipoil deshidrogenasa.

- Proteína T. Aminometiltransferasa.

- Proteína H. P23434.

La GLDC se une al grupo alfa-amino de la glicina a través del cofactor piridoxal fosfato, se desprende dióxido de carbono y el grupo metilamina restante es entonces transferido al cofactor lipoamida de la proteína H.
La localización celular de la GLDC es la mitocondria y se presenta en forma de homodímero. La deficiencia en GLDC es causa de hiperglicemia no cetótica (NKH (enlace roto disponible en Internet Archive; véase el historial, la primera versión y la última).), también conocida como encefalopatía de la glicina. La NKH es una enfermedad recesiva autosomal caracterizada por una acumulación de una gran cantidad de glicina en los fluidos corporales y por síntomas neurológicos severos.